# Gargara rustica
Gargara rustica är en insektsart som beskrevs av Ananthasubramanian och Taracad Narayanan Ananthakrishnan 1975. Gargara rustica ingår i släktet Gargara och familjen hornstritar. Inga underarter finns listade i Catalogue of Life.